# Стриклэнд, Питер
Питер Стриклэнд (англ. Peter Strickland) — английский кинорежиссёр и сценарист. Наиболее известный по работе над фильмами «Студия звукозаписи „Берберян“», «Герцог Бургундии» и «Маленькое красное платье».

## Биография
Родился 17 мая 1973 года в семье учителей (мать — гречанка, отец — англичанин). В 1997 году снял короткометражный фильм «Жвачка» (Bubblegum), который был отобран в программу Берлинского кинофестиваля. Впоследствии, этот фильм будет развит в полнометражную работу «Студия звукозаписи „Берберян“».
Стриклэнд подавал документы на поступление в киношколу, но не получил ответа. Первый полнометражный фильм, «Каталин Варга», снял на собственные средства и наследство от дяди.
«Нулевые» жил в Словакии и Венгрии. В 2005 году в Румынии приступил к съёмкам дебютного полнометражного фильма — «Каталин Варга» (Katalin Varga). Фильм рассказывает историю о мести, в декорациях сельского быта. Съёмочный период занял 17 дней в 2006 году. В 2009 году «Каталин Варга» удостоился звания «Лучший фильм» на European Film Award for European Discovery of the Year.

В 2012 году после выхода фильма «Студия звукозаписи „Берберян“», газета Guardian назвала Стриклэнда «ключевым британским режиссёром своего поколения».
В юности я ходил в кинотеатр в Лондоне, который назывался «Скала», где обычно пренебрегали всем тем, что в кино именуется «средним уровнем». Репертуар был либо уровнем выше, либо уровнем ниже. Там показывали фильмы Тарковского, Фасбиндера, всякое такое, — или же Ардженто, Расса Мейера, эксплойтейшн. Киноязык я осваивал там. Так что я чувствую себя естественно на этих двух территориях, игнорируя мейнстрим и «средний уровень»… То есть я не против них. Они меня просто не трогают.
В интервью журналу «Сеанс» 

## Личная жизнь
- «Грязные танцы»

Стриклэнд почти ничего не сообщает о личной жизни. Его интервью сконцентрированы на художественных и технических аспектах кинопроизводства. Однако известно, что он был женат.
Питер Стриклэнд увлечён музыкой. Близко знаком с музыкантами группы Broadcast, снял концертное выступление Бьорк. Любимые исполнители Стриклэнда: Crass, Little Annie, Current 93, Chris Watson и Swans.

## Фильмография

### Полнометражные
- Каталин Варга / Katalin Varga (2009)
- Студия звукозаписи «Берберян» / Berberian Sound Studio (2012)
- Герцог Бургундии / The Duke of Burgundy (2014)
- Маленькое красное платье / In Fabric (2018)
- Извержение вкуса / Flux Gourmet (2022)

### Короткометражные
- Жвачка / Bubblegum (1996)
- Метафизическое образование / A Metaphysical Education (2004)
- Контрольный этап / Conduct Phase (2014)
- Справочник зла[англ.] / The Field Guide To Evil (2018) (эпизод «Жребий сапожника»)
- GUO4 (2019)
- Холодный меридиан / Cold Meridian (2020)
- Blank Narcissus (Passion of the Swamp) (2022)

### Документальные
- Бьорк: Биофилия Live / Björk: Biophilia Live (2014), запись концертного выступления
- The Film That Buys the Cinema (2014), режиссёр одного из семидесяти одно-минутных сегментов

### Музыкальные клипы
- Flying Saucer Attack, Instrumental 7 (2015)
- The KVB[англ.], Never Enough (2016)
- A Hawk & A Hacksaw, The Magic Spring (2018)